# Gunnar Larsson
Gunnar Larsson (Suecia, 12 de mayo de 1951) es un nadador sueco retirado especializado en pruebas de cuatro estilos, donde consiguió ser campeón olímpico en 1972 en los 200 y 400 metros.

## Carrera deportiva
En los Juegos Olímpicos de Múnich 1972 ganó la medalla de oro en los 200 metros estilos, batiendo el récord del mundo con 2:04.17 segundos, por delante del estadounidense Tim McKee (plata), y en los 400 metros estilos, batiendo en este caso el récord olímpico con 4:31.98 segundos, de nuevo por delante de Tim McKee.
Y en el Campeonato Mundial de Natación de 1973 celebrado en Belgrado volvió a ganar el oro en los 200 metros estilos.